# Józef Girjatowicz
Józef Piotr Girjatowicz (ur. 1946) – polski hydrolog i oceanograf, profesor doktor habilitowany.

## Życiorys
Od 1965 do 1970 studiował geografię (specjalizacją była hydrologia) na Wydziale Biologii i Nauk o Ziemi Uniwersytetu im. Adama Mickiewicza w Poznaniu. Od 1972 do 1975 odbywał kolejne studia – na Wydziale Rybactwa Morskiego i Technologii Żywności Akademii Rolniczej w Szczecinie, gdzie specjalizował się w eksploatacji połowów. W 1976 skończył studia doktoranckie z hydrologii na Instytucie Geografii Uniwersytetu Warszawskiego. Od 1970 do 1981 zatrudniony był w Państwowym Instytucie Hydrologiczno-Meteorologicznym. Od 1981 do 1993 był kierownikiem Zakładu Klimatologii i Meteorologii Morskiej Instytutu Oceanografii Rybackiej i Ochrony Morza Akademii Rolniczej w Szczecinie. Habilitował się na Wydziale Rybactwa Morskiego i Technologii Żywności Akademii Rolniczej w Szczecinie w 1984 (oceanografia). W latach 1993–1997 kierował Zakładem Oceanografii Akademii Rolniczej w Szczecinie. W 2004 otrzymał tytuł profesora w dziedzinie nauk o Ziemi. Kierował Zakładem Hydrografii i Gospodarki Wodnej Instytutu Nauk o Morzu Uniwersytetu Szczecińskiego.

## Dorobek
Opublikował około 150 prac naukowych. W 2009 opracował Katalog zasolenia i stanów wody polskiego wybrzeża Bałtyku.

## Zainteresowania
Główne zainteresowania naukowe to: hydrologia, oceanografia, klimatologia, jak również turystyka i rekreacja, głównie na polskim wybrzeżu morskim. Kierunkami badawczymi są: analiza warunków lodowych (morfologia i topografia pokryw lodowych), nasuwanie się lodów na brzegi i spiętrzenia lodowe, a także ich skutki oddziaływania na brzegi, zjawisk lodowe, a czynniki hydrologiczno-meteorologiczne. Prowadzi badania nad zmiennością warunków termicznych. Interesuje go też wpływ cyrkulacji atmosferycznej na temperaturę wód i poziom wody, a także zmienności zasolenia wód oraz o turystyczno-rekreacyjne walory występujące w hydrosferze.